# ガリウム68
ガリウム68（Gallium-68、68Ga）は、陽子31個、中性子37個の原子核を持つガリウムの同位体である。これは短命の同位体（半減期約68分）で、陽電子放出により崩壊して亜鉛68（安定）になる。ガリウム68ジェネレータでゲルマニウム68から、または粒子加速器（サイクロトロン）で亜鉛68から製造される。陽電子放出核種として、ポジトロン断層法の一部に使用されている。この目的で、一般的にはホスト分子（キレート部位を持つ）にトレーサーとして取り付けられる。こうして得られた放射性医薬品化合物は、通常のガリウムシンチグラフィに使用されるイオン性の67Ga3+とは組織での吸収が異なる。その豊富な化学的性質から、新たな放射性医薬品の開発に注目が集まっているが、「特にpH、温度、汚染金属に対して非常に敏感である」という。